# واریگن (کنتیکت)
واریگن، کنتیکت (انگلیسی: Wauregan, Connecticut)